# Southwark (stacja metra)
Southwark – podziemna stacja metra w Londynie, położona w dzielnicy Southwark. Jest jedną z najmłodszych stacji w całej sieci – została zbudowana w ramach projektu przedłużenia Jubilee Line i otwarta 20 listopada 1999. Projektantami byli architekci z pracowni MacCormac Jamieson Pritchard. Cechą wyróżniającą obiektu jest podziemna ściana z niebieskiego szkła, licząca 40 metrów długości. Autorem tej instalacji jest Alexander Beleschenko.
Obecnie ze stacji korzysta ok. 8,52 mln pasażerów rocznie. Należy do pierwszej strefy biletowej.

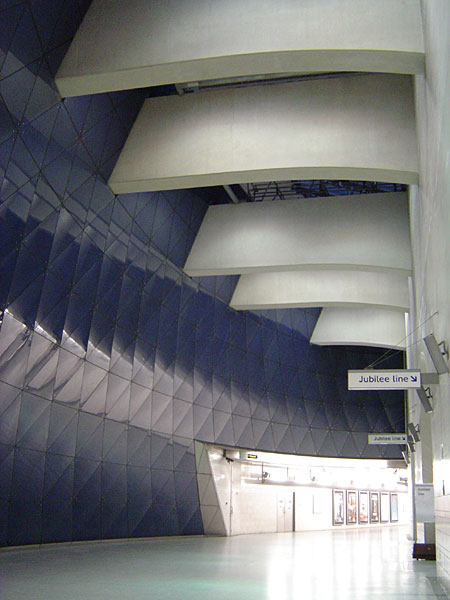
Podziemna ściana z błękitnego szkła